# Технический факультет Загребского университета
Технический факультет Загребского университета (хорв. Tehnički fakultet Sveučilišta u Zagrebu) — один из факультетов Загребского университета, занимавшийся обучением и подготовкой студентов технических специальностей с 1919 по 1956 год.

## История

### Высшая техническая школа (1919—1926)
Во второй половине XIX века Хорватия переживала бурный рост промышленности, развитие транспортной сети и увеличение темпов строительства объектов различного прездназначения. За проведение большинства строительных и инженерных работ отвечали иностранные специалисты, по причине недостатка в Хорватии собственных кадров, вызванного отсутствием учебных заведений, подготавливавших специалистов из технических областей науки. 2 марта 1878 года в Загребе был основан «Клуб инженеров и архитекторов», который на протяжении двух десятков лет собирал средства и активно лоббировал идею о создании в Хорватии учебного заведения, в стенах которого преподавались бы технические науки. В феврале 1898 года члены Клуба приняли предложение загребских градостроителей Михайло Урсиния и Милана Ленуция о создании в хорватской столице Высшей технической школы и спустя два месяца направили хорватскому бану Карою Куэн-Хедервари петицию с просьбой о поддержке их инициативы. Несмотря на то, что в декабре 1898 года петицию поддержали бан, хорватский парламент, власти всех восьми округов страны и представители крупнейших промышленных организаций, техническая школа, в силу отсутствия финансирования, так и не была создана. Несмотря на то, что первая попытка создать школу провалилась, члены клуба продолжили вести деятельность по скорейшему осуществлению их замысла.
После окончания Первой мировой войны, благодаря главе Департамента теологии и образования Хорватии Милану Ройцу и попечительскому совету Союза хорватско-славонских промышленников, идея о создании Высшей технической школы получила второе дыхание и в конце 1918 — начале 1919 года началась активная подготовка к её открытию. Согласно приказу о создании учебного заведения, в собственность будущей школы были переданы помещения мужского и женского отделений Королевского профессионального училища, в стенах которых стартовали мероприятия по назначению видных хорватских учёных на профессорские должности будущей школы. Эти мероприятия завершились до конца 1919 года и по их итогам первыми профессорами Высшей технической школы стали: Марие Кисельяк, Владимир Негован, Мартин Пилар, Ярослав Хавличек, Павао Хорват, Милан Чалогович и Эдо Шен, занявший помимо должности профессора, пост ректора нового вуза. В структуру Высшей технической школы вошли восемь факультетов: архитектурный, геодезический, инженерно-строительный, культурно-инженерный, строительный, судостроительный, химико-инженерный и отдел машиностроения и электротехники.
Официальное открытие Высшей технической школы состоялось 29 ноября 1919 года, в тот день новый вуз открыл свои двери для 255 студентов. В первый учебный год существования школы к её скромному преподавательскому штату присоединились ещё несколько учёных, среди которых были: Йерко Алачевич, Стьепан Белла, Йосип Белобрк, Юрай Божичевич, Владимир Вранич, Звонимир Врклян, Карло Генцков, Гуго Эрлих, Чирил Метод Ивекович, Виктор Ковачич, Фердо Кох, Матия Крайчинович, Райко Кушевич, Йосип Лончар, Иван Марек, Желько Маркович, Йосип Милер, Милош Милошевич, Мирослав Плоль, Иван Плотников, Миливой Преяц, Валериян Риснер, Дмитрий Рузский, Николай Савин, Леопольд Сорта, Джюро Стипетич, Степан Тимошенко, Владимир Филькука, Франьо Ханаман, Янко Холяц, Константин Чалышев, Стьепан Шавиц-Носсан и Артемий Шахназаров.
Первых выпускников Высшая техническая школа приобрела по окончании 1922/23 учебного года. Дипломированными специалистами, вышедшими из её стен, стали 9 архитекторов и 4 химика, первым из которых стал архитектор Альфред Альбини, после выпуска присоединившийся к преподавательскому составу школы и остававшийся в нём вплоть до 1962 года. В следующем учебном году стены вуза с дипломами в руках покинули уже 33 студента, большинство из которых посещали занятия на строительном факультете школы. Подготовка и обучение студентов инженерных специальностей проходили в атмосфере борьбы за независимость учебного заведения от единой системы университетов Королевства сербов, хорватов и словенцев, в которую в 1920 году правительство в Белграде намеревалось включить и Высшую техническую школу в Загребе. Руководство вуза воспротивилось этой идее, в ответ на что со стороны правительства звучали угрозы о прекращении финансирования, а также о перемещении вуза из Загреба в Белград. Профессорский состав не отступил со своих позиций и тогда министр просвещения КСХС Светозар Прибичевич в 1921 году принял решение об упразднении нескольких курсов Высшей технической школы. Со временем профессора пришли к общему мнению о том, что единственным способом сохранить оставшиеся в школе курсы и факультеты является вхождение учебного заведения в состав Загребского университета. Это мнение в конце 1925 года было поддержано большинством членов профессорского совета вуза и их решением 15 мая 1926 года Высшая техническая школа была упразднена.

### Предвоенный период (1926—1941)
В состав Загребского университета бывшая Высшая техническая школа была включена в качестве его Технического факультета, деканом которого был избран последний ректор бывшей школы Джюро Стипетич, а его заместителем Франьо Ханаман. Несмотря на то, что большая часть профессорского состава без изменений перешла в новый факультет, его структура притерпела заметные изменения. Бывшие факультеты стали кафедрами, одни из них были объединены, другие напротив подверглись разделению и в новом 1926/27 учебном году Технический факультет предложил абитуриентам семь направлений на выбор: архитектура, гражданское строительство, геодезия и культура инженерии, механика и электротехника, судостроение, судомеханика и химия. В первом учебном году число поступивших на факультет студентов превысило 550 человек, из-за чего перед его руководством встал вопрос о приобретении новых площадей, где планировалось построить новые здания для факультета. В 1927 году Министерство просвещения выделило новому факультету земельный участок площадью 25 000 квадратных метров, однако из-за обострения политической обстановки в стране это решение было отменено, вследствие чего новое здание факультет получил в свою собственность лишь спустя 13 лет. В новом здании разместились четыре кафедры факультета: архитектурная, геодезическая, строительная и новосозданная кафедра горной промышленности. Помимо новой кафедры институт к 1940 году обзавёлся восемнадцатью новыми институтами, в дополнение к восьми уже существующим.
Всего с момента включения в состав Загребского университета до 1940 года, с кафедр факультета выпустилось 1092 студента, что в шесть раз выше, чем общее число выпускников Высшей технической школы. Этот рост обусловлен тем, что сформировавшийся ещё в 1920-х годах профессорский состав заметно увеличился в период пребывания в университете, за счёт присоединения к нему более двадцати новых преподавателей, в числе которых были: Николай Абакумов, Борис Апсен, Йосип Батурич, Йосип Бонцель, Фран Бошнякович, Иван Виличич, Юрай Дензлер, Антон Доленц, Франьо Габрич, Рене Голубович, Мариян Иванчич, Мирослав Каршулин, Славко Макарол, Лука Марич, Андре Мохоровичич, Вилим Ницше, Любомир Петерчич, Миливой Петрик, Рикард Подгорский, Иво Полетти-Копешич, Стьепан Хорват, Владимир Прелог, Мирко Сукуп, Юро Хорват и Йосип Хрибар.

### Факультет в военное время (1941—1945)
По итогам 1940/41 учебного года выпускниками Технического факультета Загребского университета стал 121 студент. В следующем 1941/42 учебном году, вследствие вторжения стран «оси» на территорию Югославии, число выпускников уменьшилось почти вдвое. Вопреки сокращению числа студентов, факультет продолжил наращивать занимаемую собой площадь и в первые годы оккупации продолжилось начатое в мирное время строительство нескольких лабораторий, а также подошло к концу возведение первых этажей нового корпуса факультета, которые вскоре после постройки заняли оккупационные войска, вынудив преподавателей и студентов разместиться в старых и тесных зданиях.
Также, после начала оккупации, на факультете сократилось число профессоров. Нехватка преподавателей особенно остро ощущалась в институтах Технического факультета, чья численность составляла 38 единиц при чуть более двадцати профессорах. Эту проблему руководство факультета решило путём возложения функций и обязанностей профессоров на их ассистентов. Также число профессоров, впервые присоединившихся к преподавательскому составу факультета, традиционно варьировавшееся от 25 до 40 человек, в военные годы сократилось до рекордно низких значений и представляло собой список всего из десяти фамилий: Блануша, Загода, Крпан, Мульевич, Пинтерович, Рандич, Сиверт, Франкович, Хейм и Хорват.

### Последние годы (1945—1956)
В первый год после окончания Второй мировой войны число студентов, поступивших на Технический факультет, по сравнению с военным временем резко возросло и составило 1326 человек. Несмотря на наплыв огромного числа студентов, преподавательский штат в первый послевоенный учебный год было решено не увеличивать. Новых профессоров стали привлекать на факультет лишь в 1946/47 учебном году. Таким образом в период с 1946 по 1951 год к факультету присоединились 20 преподавателей, среди которых были: Владимир Абрамович, Василий Андреев, Иван Арар, Адам Арманда, Эгон Бауман, Даворин Базьянац, Теодор Бернарди, Иван Брихта, Велько Брлек, Богдан Варичак, Младен Докманич, Юрай Каузларич, Златко Костренчич, Бранко Ловречек, Нико Малешевич, Владимир Маткович, Рудольф Мишич, Виктор Хан, Никола Чубранич и Станко Шилович.
В послевоенные годы число студентов на Техническом факультете значительно выросло, ввиду этого летом 1956 года профессорским советом было принято решение о разделении Технического факультета на четыре самостоятельных факультета: архитектурно-строительно-геодезический, судостроительный, электротехнический и химико-горнодобывающий. Решение совета было поддержано хорватским парламентом 26 июня 1956 года и через несколько дней вступило в законную силу.